# パレンテソーム
パレンテソーム(Parenthesome)は、担子菌門のいくつかの種の細胞に含まれる微小な構造である。丸括弧(parenthesis)と似た形を持ち、菌糸中で細胞を分離するたる形孔隔壁の孔の横に見られる。機能はよく分かっておらず、また組成も完全には解明されていない。その形の多様性は、種を同定するのに有用である。一般的には樽のような形で、小胞体に覆われている。